# کریستینا موستئا
کریستینا موستئا (انگلیسی: Cristina Musteață؛ زادهٔ ۲۲ ژوئن ۱۹۸۵) بازیکن فوتبال اهل مولداوی است.
وی همچنین در تیم ملی فوتبال Moldova بازی کرده‌است.